# Barbuda

Flaga Barbudy

Herb Barbudy

Barbuda – wyspa położona na Morzu Karaibskim, zaliczająca się do Wysp Nawietrznych, wchodząca w skład państwa Antigua i Barbuda; 161 km² powierzchni, ok. 1500 mieszkańców, skupionych w osadzie Codrington. Powierzchnia nizinna i płaska z nielicznymi wzniesieniami natury wulkanicznej. Wyspa ma słabo rozwiniętą sieć rzeczną. Duże i szerokie piaszczyste plaże oraz rafy koralowe czynią z wyspy dużą atrakcję turystyczną.
Ludność wyspy zajmuje się rybołówstwem oraz uprawą bawełny, bananów, palmy kokosowej i ananasów, a także mango, guawy, melonów, pomidorów, cytryn, limy, bakłażanów i cebuli.
Barbuda leży ok. 40 km na północ od Antigui, drugiej głównej wyspy państwa.

## Historia
Istnieją ślady potwierdzające, iż wyspa była zamieszkana już w połowie III tysiąclecia p.n.e. W czasach Kolumba wyspę zamieszkiwali Arawakowie, Indianie karaibscy. W 1667 roku wyspa dostała się pod panowanie brytyjskie, choć istniały tu jeszcze wcześniejsze osiedla francuskie i hiszpańskie.
Wyspa, wchodząca w skład państwa Antigua i Barbuda, została ogłoszona niepodległą w 1981 roku.